# Lonely Planet
Лоунлі Планет (англ. Lonely Planet) — видавництво, що займається передусім випуском туристичних путівників. Основна мова видавництва — англійська.
Було одним з перших офіційних видавництв, що спеціалізувалося на випуску путівників для небагатих туристів, у першу чергу молоді та студентів. У 2007 р. видавництво було викуплене BBC Worldwide — комерційною аґенцією ВВС. «Лоунлі Планет» видало понад 500 найменувань, в основному туристичних путівників, порадників і розмовників вісьмома мовами світу. Річний наклад публікацій сягає 6 млн екземплярів. Зараз у видавництві працює близько 500 працівників і 300 авторів текстів.
У червні 2008 року в «Лоунлі Планет» вийшло друком друге видання путівника по Україні. Воно містить 292 сторінки тексту та 46 мап. Перевидання заплановане на червень 2011 року. У квітні 2008 було також видано український розмовник.
У 2016 році в топ-10 місць, котрі, по версії Lonely Planet, варто відвідати в Європі, під № 5 ввійшов Львів. Випередили місто Лева в рейтингу лише півострів Пелопонес в Греції, Орхус в Данії, італійська Венеція та Дордонь в Франції.
У грудні 2020 року NC2 Media продала Lonely Planet компанії Red Ventures за нерозголошену суму. Офіси Lonely Planet продовжують працювати в Дубліні, Нешвіллі, Нью-Делі та Пекіні. Філіп фон Борріс, колишній співзасновник і генеральний директор Refinery29, був призначений головою компанії.